# VESA Display Power Management Signaling
VESA Display Power Management Signaling (DPMS) – standard zaproponowany przez organizację VESA definiujący tryby oszczędzenia energii przez monitory CRT. Tryb oszczędzania energii jest ustawiany przez kartę graficzną (SVGA) poprzez włączanie lub wyłączanie sygnałów odchylania poziomego i pionowego.
| odchylanie poziome | odchylanie pionowe | tryb pracy |
| ------------------ | ------------------ | --- |
| włączone           | włączone           | normalny – 100% pobieranej mocy |
| wyłączone          | włączone           | czuwanie (standby) – 80% pobieranej mocy                                                                                            |
| włączone           | wyłączone          | uśpienie (suspend) – monitor pobiera mniej niż 15W                                                                                  |
| wyłączone          | wyłączone          | wyłączony (power off) – monitor pobiera mniej niż 5W (zasilany jest tylko obwód niezbędny do reakcji na zmianę sygnałów odchylania) |